# Duparquetia
Duparquetia, monotipski rod mahunarki smješten u vlastitu potporodicu Duparquetioideae. Jedina vrsta je D. orchidacea, penjačica ili lijana iz zapadne tropske Afrike.
Ima neobične, zigomorfne cvjetovr i jedinstvenu morfologiju peludi i odgovara prethodnim filogenetskim studijama koje su odredile položaj vrste na izolirani položaj među vrstama poreodice Leguminosae.
Biljka se bere u divljini za lokalnu upotrebu (piće, lijek i izvor vlakana). Mogla bi biti vrijedna uzgoja kao ukrasa zbog svojih upadljivih ružičastih i bijelih cvjetova.

## Upotreba
Od stabljike se može napraviti alkoholno, stimulativno piće. Kora se koristi u liječenju vodene bolesti (hidropsija), edema, gihta i oteklina. Stabljika služi za izradu užeta.